# Mils Muliaina
Junior Malili Muliaina (Atua, 31 de julio de 1980) es un exjugador neozelandés de rugby nacido en Samoa que se desempeñaba como fullback.

## Selección nacional
Debutó en los All Blacks en 2001 y jugó con ellos por diez años hasta 2011. En total jugó 100 partidos y marcó 170 puntos.

### Participaciones en Copas del Mundo
Disputó tres Copas Mundiales; Australia 2003 donde fue el máximo anotador de tries junto a su compatriota Doug Howlett con siete, Francia 2007 y Nueva Zelanda 2011.
| Mundial                       | Sede          | Resultado        | PJ | Tries |
| ----------------------------- | ------------- | ---------------- | -- | ----- |
| Copa Mundial de Rugby de 2003 | Australia     | Tercer puesto    | 7  | 7     |
| Copa Mundial de Rugby de 2007 | Francia       | Cuartos de final | 3  | 1     |
| Copa Mundial de Rugby de 2011 | Nueva Zelanda | Campeón          | 2  | 1     |

## Palmarés
- Campeón del Rugby Championship de Torneo de las tres naciones de 2003, 2005, 2006, 2007, 2008 y 2010.
- Campeón del Super Rugby de 2003.